# Tschkalowsk
Tschkalowsk (russisch Чкаловск) ist eine Stadt mit 12.368 Einwohnern (Stand 14. Oktober 2010) im europäischen Teil Russlands. Sie liegt am rechten Ufer der Wolga, etwa 100 Kilometer nordwestlich von Nischni Nowgorod in der gleichnamigen Oblast.
Bis 1937 hieß der Ort Wassiljowo (Василёво); zu Ehren des berühmten sowjetischen Piloten Waleri Tschkalow erhielt sie dann ihren heutigen Namen.

## Geschichte
Ihren ursprünglichen Namen Wassiljowa Sloboda (Василёва Слобода) hatte die Siedlung vermutlich von Fürst Wassili Jurjewitsch, dem Sohn des Großfürsten Juri Dolgoruki. Er gründete hier im 12. Jahrhundert eine kleine Reservefestung für die damalige Grenzfestung Gorodez, urkundlich erwähnt wurde sie erstmals im Jahre 1450.

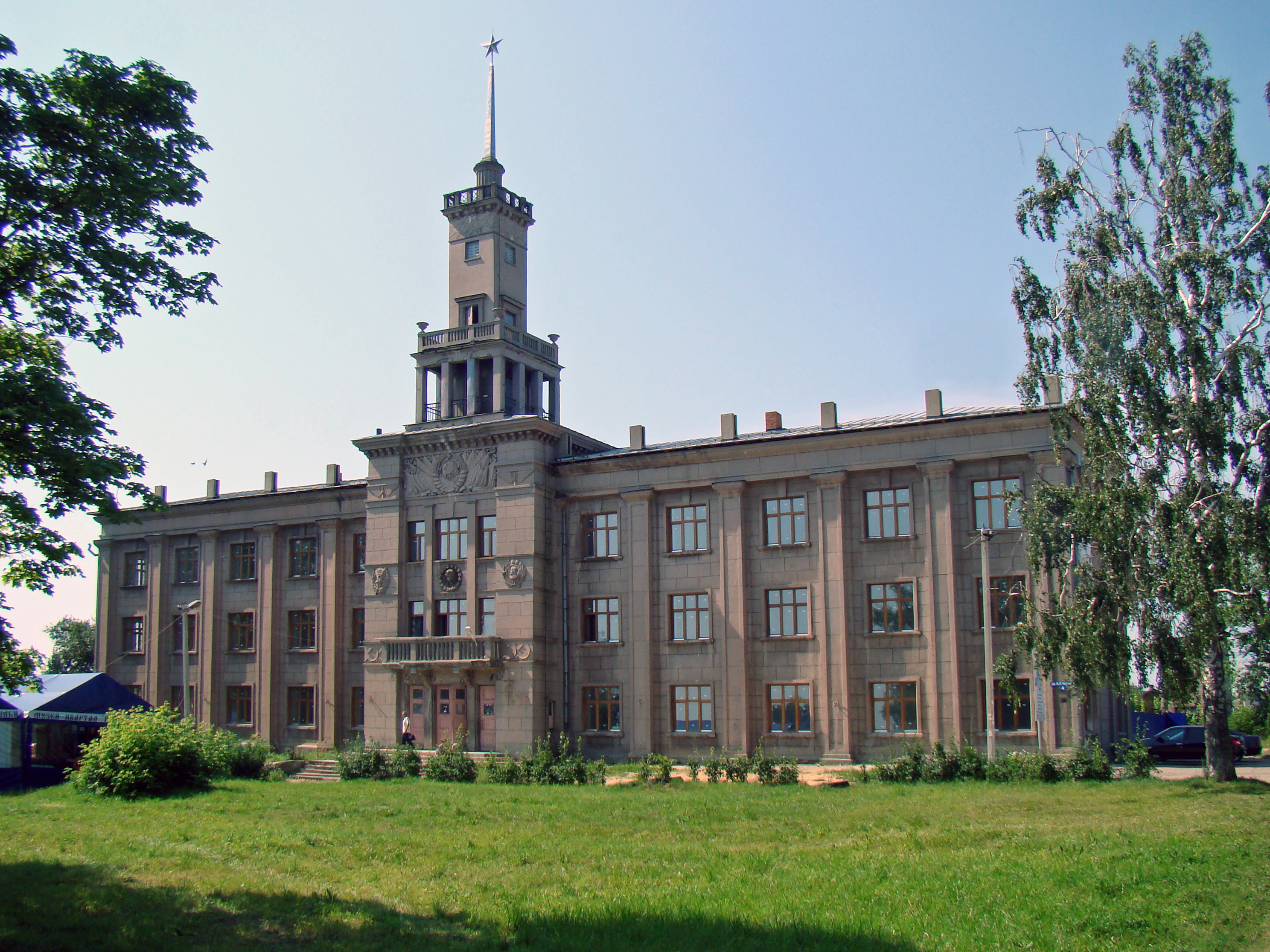
Kulturpalast „Waleri Tschkalow“

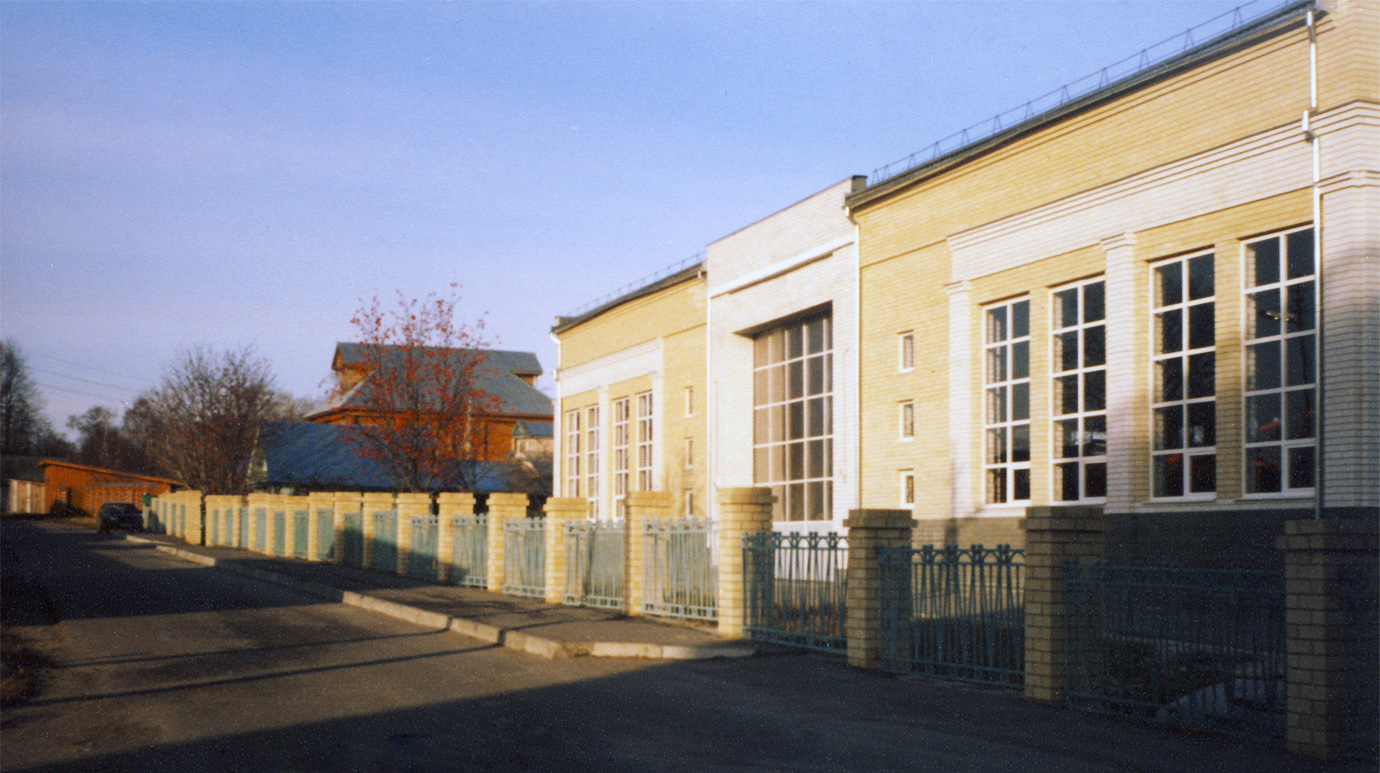
Flugzeughangar in Tschkalowsk

Vom 14. bis Anfang des 17. Jahrhunderts befand es sich im Besitz der Fürsten Schuiski, danach gehörte es bis 1764 einem Frauenkloster.
Bis ins 19. Jahrhundert verdienten die Leute hier ihren Unterhalt außer durch die Landwirtschaft im Sommer hauptsächlich als Wolgatreidler, im Winter als Töpfer. Mitte des 19. Jahrhunderts gab es hier 25 Töpferwerkstätten. Die Siedlung war ein wichtiger Sammelplatz für die Wolgatreidler aus der Umgebung. Der wohlhabendere Teil der Bevölkerung, der einen eigenen Stadtteil, genannt Basar, bewohnte, lebte vorwiegend vom Getreidehandel.
Ende des 19. Jahrhunderts erlebte die Stadt mit dem Aufkommen der Dampfschiffe einen Aufschwung. Für die neuen Schiffe musste die Wolga durch Ausbaggerungen vertieft werden. In Wassiljowo begann mit dem Jahr 1883 die Errichtung zahlreicher staatlicher Werkstätten zur Instandhaltung der Grabeschiffe. 1924 bekam das Dorf den Status einer Arbeitersiedlung (rabotschi possjolok), ab 1927 als Siedlung städtischen Typs.
1904 wurde hier der spätere Pilot und Held der Sowjetunion Waleri Pawlowitsch Tschkalow geboren, nach dessen Rekordflug über den Nordpol die Siedlung 1937 in Tschkalowsk umbenannt wurde.
1955 wurde Tschkalowsk zur Stadt erhoben. In den Jahren bis 1957 danach wurde ein großer Teil des Ortes im Zuge der Errichtung des Gorkier Wasserkraftwerks überschwemmt und etwas weiter westlich am neuen Ufer als moderne Stadt wiederaufgebaut.

### Bevölkerungsentwicklung
| Jahr | Einwohner |
| ---- | --------- |
| 1939 | 7.408     |
| 1959 | 11.580    |
| 1970 | 13.835    |
| 1979 | 14.581    |
| 1989 | 15.059    |
| 2002 | 13.856    |
| 2010 | 12.368    |

Anmerkung: Volkszählungsdaten